# Brandcode Center
Brandcode Center, tidigare Gärdehallen, Gärdehovs ishall, Sundsvalls ishall, är en ishall i idrottsanläggningen Gärdehov i Sundsvall, Sverige, belägen i stadsdelen Gärde cirka fyra kilometer norr om Sundsvalls centrum.
Från och med oktober 2020 heter arenan Brandcode Center, efter ett avtal mellan Brandcode, Sundsvalls kommun och Sundsvall Hockey.

## Verksamhet
Arenan är hemmaarena för Sundsvall Hockey, Konståkningsklubben Iskristallen och Sundsvalls Konståkningsklubb. Den utnyttjas även som mäss- och konsertlokal. 
Tidigare var hallen även hemmaplan för Heffners/Ortvikens IF, som spelade en säsong i högsta serien i ishockey 1970/71. 
Även Kovlands IF har spelat här, fram till den egna Ånäshallen byggdes. 

## Historik
Ishallen byggdes 1965-1966 och invigdes den 8 januari 1967 som den 18:e ishallen i Sverige och den första byggnaden i det blivande arenaområdet i Gärde. 

## Publikkapacitet & rekord
Publikkapaciteten är sedan den senaste ombyggnationen 2009/2010, 2 500 åskådare (tidigare 3 300), varav 1 300 sittplatser.
Publikrekordet är 6 500 åskådare, och sattes vid invigningen av ishallen den 8 januari 1967, i en match mellan Tre Kronor och det ryska elitlaget Chimik. En match som de ryska gästerna vann med 7-3.
2000 spelades det basket i arenan när Sundsvall Dragons mötte Magic M7, med legendaren Magic Johnson i laget, i en uppvisningsmatch inför 3 800 åskådare.

## Gärdehov
Brandcode Center är en del av arenaområdet Gärdehov, som ligger cirka fyra kilometer norr om Sundsvalls centrum. Här finns ytterligare en ishall (Ungdomshallen, som tar 400 åskådare), en konstfrusen bandyplan, en konstfrusen skridskooval på 400 m (Sveriges nordligaste), en curlinghall, en fullstor fotbollshall (Nordichallen, som även används för evenemang och mässor) samt fri parkering för över 1 000 personbilar. 
Sedan årsskiftet 2010/2011 drivs verksamheten av kultur- och fritidsförvaltningen i Sundsvalls kommun, tidigare har verksamheten legat under ett kommunalt bolag.